# Terminátor (postava)
Terminátor je označení robota, či kyborga, objevujících se v budoucnosti, vykreslené filmovou sérií počínající filmem Terminátor z roku 1984. Terminátory zde stvořil Skynet – armádní superpočítač disponující umělou inteligencí, který se v budoucnosti vzbouří proti lidem a s pomocí robotů vede válku proti lidstvu. Jednotlivé modely jsou přitom stále dokonalejší.
Prvním a nejznámějším představitelem terminátora je Arnold Schwarzenegger. Ten postupně ztvárnil několik různých jednotek modelu označeného jako T-800 (ten však mohl mít i odlišné tváře). Jednalo se o celokovového kyborga potaženého lidskou tkání, určeného k infiltraci a provedení atentátu. Pokročilejšího terminátora T-1000 z tekutého kovu hraje Robert Patrick. T-800 může být zlikvidován tak, jak tomu odpovídá jeho kovová konstrukce, T-1000 se však dá zlikvidovat díky jeho poddajné struktuře obtížně. V celé sérii se však objevilo rovněž několik dalších modelů, například: T-1, T-70, T-200, T-300, T-400, T-500, T-600, T-700, T-800, T-850, T-888, T-900, T-950, T-1000, T-1001, T-1002, T-3000, T-5000, T-XA, TOK-715, T-X, Mototerminator, FK.
T-800 je zastaralý typ bojové jednotky, avšak díky svým parametrům často dokáže překonat své modernější zástupce. T-800 je také jako jediný schopný sebeuvědomění – čímž se stává nebezpečný pro svého tvůrce (Skynet). T-800 vědomý si své existence se může rozhodnout neuposlechnout rozkaz, stává se z něho tulák a nezřídka se přidává na nepřátelskou stranu (lidé), či jí aspoň nepřímo pomáhá. K likvidaci tuláků byl vyvinut T-X.

## Terminátor v jednotlivých filmech

### Terminátor
Arnold Schwarzenegger jako T-800 přichází z budoucnosti zabít Sarah Connorovou, aby nemohla porodit Johna Connora, který se v budoucnosti stane vůdcem lidí ve válce proti strojům. 

### Terminátor 2: Den zúčtování
V druhém díle Terminátora má T-800 za úkol chránit Johna Connora před terminátorem T-1000, který ho přichází z budoucnosti zabít. 

### Terminátor: Příběh Sáry Connorové
V seriálu má TOK-715 v ženské podobě Cameron chránit mladého Johna a Sáru. 

### Terminátor 3: Vzpoura strojů
V třetím díle má T-850 za úkol chránit Johna Connora a Kate Brewsterovou před T-X a zajistit, aby oba přežili soudný den. 

### Terminátor Salvation
V tomto díle vystupuje T-800 jako nový typ Terminátora, který se teprve plánuje nasadit do bojů proti lidem.

### Terminátor Genisys
V tomto filmu je John Connor „nakažen“ terminátorem T-5000 a přeměněn v terminátora T-3000. John Connor se snaží zabít Sarah, Kyla a jejich strážce terminátora T-800.

### Terminátor: Temný osud
Ve filmu se objevuje nový smrtící Terminátor Rev-9 (Gabriel Luna), před nímž chrání Dani Ramosovou dvojice hrdinek Grace (Mackenzie Davisová) a Sarah Connorová i s pomocí T-800.